# How Not to Summon a Demon Lord
How Not to Summon a Demon Lord (異世界魔王と召喚少女の奴隷魔術?, Isekai maō to shōkan shōjo no dorei majutsu, lett. "Il signore dei demoni dell'altro mondo e la magia di schiavitù della ragazza evocatrice") è una serie di light novel scritta da Yukiya Murasaki e illustrata da Takahiro Tsurusaki, edita da Kōdansha sotto l'etichetta Kōdansha Ranobe Bunko dal 2 dicembre 2014. Un adattamento manga ha iniziato la pubblicazione su Niconico il 24 giugno 2015, mentre un adattamento anime, prodotto da Ajia-do Animation Works, è stato trasmesso in Giappone tra il 5 luglio e il 20 settembre 2018. Una seconda stagione è stata trasmessa dal 9 aprile all'11 giugno 2021.

## Trama
Takuma Sakamoto è un hikikomori la cui vita si svolge interamente all'interno del MMORPG Cross Reverie, di cui è diventato il giocatore più forte in assoluto vestendo i panni del mago Diablo, al punto da essere soprannominato dagli altri giocatori Il Re Demone.
Un giorno, come per incanto, Takuma si ritrova a venire evocato nei panni del suo avatar in un mondo fantasy del tutto identico a Cross Reverie da due evocatrici, la ragazza-pantera Rem e la sbadata elfa Shera; dopo averlo evocato, le due ragazze tentano di asservirlo, ma il loro incantesimo rimbalza grazie ad un particolare oggetto in dotazione a Diablo, cosicché alla fine sono loro a diventare sue schiave.
Assieme a loro, Takuma, ora Diablo, inizia una serie interminabile di avventure, da cui il ragazzo avrà modo di uscire quasi sempre vittorioso grazie alle sue spaventose abilità di stregone, che gli frutteranno anche qui il soprannome di Re Demone.

## Personaggi

I protagonisti nella serie anime. Da sinistra: Alicia, Edelgard, Rem, Diablo, Sylvie e Shera

Takuma Sakamoto (坂本 拓真?, Sakamoto Takuma) / Diablo (ディアヴロ?, Diavuro)
Doppiato da: Masaaki Mizunaka
Un hikikomori giapponese portato in un mondo fantastico quasi uguale a quello rappresentato nel MMORPG di cui è campione indiscusso, Cross Reverie. Evocato nei panni del suo avatar Diablo, riesce a sfuggire all'incantesimo di asservimento di Rem e Shera grazie ad un potente anello magico, che oltretutto ritorce contro le ragazze la loro stessa magia, rendendole sue servitrici. Inizialmente timido e imbranato con le ragazze, nonché poco esperto nelle relazioni interpersonali, nasconde il suo vero carattere dietro a quello sprezzante e aggressivo attorno a cui aveva costruito Diablo. Il suo livello è 150, il che lo rende molto più forte di quasi tutti gli abitanti di quel mondo, al punto da apparire quasi invincibile.
Shera L. Greenwood (シェラ・L・グリーンウッド?, Shera L Gurīn'uddo)
Doppiata da: Yū Serizawa
Una giovane elfa, molto prosperosa e altrettanto svampita, è la fedele compagna di viaggio, nonché amica, di Rem. Pur essendo la principessa ereditaria del clan elfico della regione di Greenwood, ha lasciato la sua terra natale per inseguire il proprio sogno di diventare un'avventuriera. Abile con l'arco, con il tempo acquisisce dimestichezza anche nelle evocazioni. Il suo livello è 30.
Rem Galleu (レム・ガレウ?, Remu Gareu)
Doppiata da: Azumi Waki
Ragazza-pantera ed esperta evocatrice, nonché esperta di arti marziali, è colei che trasporta Diablo nel mondo basato su Cross Reverie e che cerca di asservirlo al suo volere tramite un incantesimo vincolante, salvo vedersi ritorcere contro il suo stesso sortilegio. Il suo grande potere magico è dovuto anche al fatto che dentro di lei è sigillata l'anima del Re Demone Krebskulm, la quale si tramanda da secoli come una maledizione all'interno della sua famiglia, e che la ucciderà qualora qualcuno dovesse provare a liberarla. Ciò nonostante, dopo aver incontrato Diablo, questi le promette di salvarla dal suo destino sciogliendo il sigillo ed uccidendo Krebskulm. Il suo livello è 40.
Alicia Crystella (アリシア・クリステラ?, Arishia Kurisutera)
Doppiata da: Yumi Hara
Ragazza soldato di nobili origini al servizio della famiglia imperiale, si unisce in un secondo tempo a Diablo e al suo gruppo per mediare con il loro aiuto una tregua tra umani ed elfi ed evitare così una guerra. Apparentemente dolce e molto legata a Rem e Shera, ha avuto in realtà un'infanzia traumatica, durante la quale ha potuto vedere con i suoi occhi l'ipocrisia e la falsità dei nobili, arrivando a considerare tutte le razze come indegne e meschine. Per questo, collabora segretamente con i Decaduti per liberare Krebskulm, il cui avvento si dice porterà alla distruzione totale del mondo.
Sylvie (シルヴィ?, Shiruvi)
Doppiata da: Rumi Ōkubo
La direttrice della gilda degli avventurieri di Faltra, ha orecchie e coda da coniglio e un carattere solare. Pur apparendo come una bambina, si dice sia una guerriera eccezionale.
Edelgard (エデルガルト?, Erudorugaruto)
Doppiata da: Emiri Katō
Una guerriera Decaduta, che coopera con Alicia per favorire il ritorno del Re dei Demoni Krebskulm. Estremamente fedele al suo signore, quando questi si rivela essere una bambina totalmente innocua e senza alcun desiderio di distruggere il mondo decide, a differenza di molti suoi simili, di continuare a servirla.
Celestine Baudelaire (セレスティーヌ・ボードレール?, Seresutīnu Bōdorēru)
Doppiata da: Sayaka Senbongi
L'alta maga di Faltra, creatrice della barriera che protegge la città da qualsiasi invasione esterna, ma per mantenere la quale è costretta a rimanere sempre al suo interno.
Klem (クルム?, Kurumu)
Doppiata da: Atsumi Tanezaki
Il famigerato Re dei Demoni Krebskulm. A causa dell'evocazione maldestra operata da Diablo per separarla dal corpo di Rem, è tornata in vita con le sembianze di una bambina, senza alcun ricordo né del proprio passato né del motivo per il quale il suo scopo fosse di distruggere le altre razze. Per questo motivo, e per essersi affezionata a Rem, decide di abbandonare i propri propositi e di vivere come una persona normale, accettando di sottoporsi all'incantesimo di asservimento per diventare a sua volta una servitrice di Diablo e poter così restare a Faltra.
Mei (メイ?, Mei)
Doppiata da: Yūka Morishima
Mei è una domestica e la manager della locanda “Pace della Mente” dove risiedono i protagonisti.
Emile Bichelberger (エミール・ビュシェルベルジェール?, Emīru Byusheruberujēru)
Doppiata da: Ryōtarō Okiayu
Emile è un guerriero responsabile della valutazione del livello dei guerrieri nella gilda degli avventurieri a Faltra. Si autoproclama «alleato di tutte le donne».
Keera L. Greenwood (キイラ・L・グリーンウッド?, Kiira L Gurīn'uddo)
Doppiato da: Akira Ishida
Il fratello di Shera L. Greenwood. Desidera trasformare Shera in sua moglie per produrre un figlio purosangue.
Chester Ray Galford (チェスター・レイ・ガルフォード?, Chesutā Rei Garufōdo)
Doppiato da: Akio Ōtsuka
Il governatore della città di Faltra e un veterano della guerra tra Caduti e umani avvenuta 30 anni prima dell'inizio della storia.
Medios (メディオス?, Mediosu)
Doppiata da: Sayaka Ōhara
Una mercante di schiavi che sembra conoscere Celestine Baudelaire con la quale condivideva lo stesso istruttore magico.
Saddler (サドラー?, Sadorā)
Doppiato da: Daisuke Namikawa
Saddler è un paladino con il complesso di Dio e tendenze sadiche.
Lumachina Weselia (ルマキーナ・ウエスエリア?, Rumakīna Uesueria)
Doppiata da: Miku Itō
Un'alta Sacerdotessa fuggita dalla Chiesa che ha ordinato la sua morte, viene salvata da Diablo e da allora lo vede come un dio, nonostante i suoi tentativi di negarlo. Successivamente viene scortata da Diablo e dal suo gruppo alla città di Zircon Tower.
Rose (ロゼ?, Roze)
Doppiata da: Aoi Koga
Una cameriera automa magica che era originariamente un NPC prototipo alimentato dall'IA che Takuma rivendicava e incaricava di vegliare sul dungeon da lui creato. Nei suoi giorni da recluso, Takuma di solito le parlava dei suoi sentimenti e grazie alle sue funzioni di intelligenza artificiale era in grado di rispondere come riteneva opportuno. Si è materializzata nel mondo vivente di Cross Reverie lungo il dungeon e in seguito si riunisce con Diablo, diventando la sua servitrice più fedele.
Horn (ホルン?, Horun)
Doppiata da: Fumiko Uchimura
È una Grasswalker, ovvero una specie che ha sempre l'aspetto simile a quello di un bambino anche quando questi diventano adulti; ha 12 anni. È un membro part-time del party di Diablo, che ha preso un congedo temporaneo per studiare magia. Finge di essere un maschio per guadagnare il rispetto del prossimo.
Fanis Laminitus (ファニス・ラムニテス?, Fanisu Ramunitesu)
Doppiata da: Chinatsu Akasaki
Fanis è una donna militare che preferisce combattere le avversità a testa alta e non crede nella fuga. Successivamente mostra un lato seducente quando ci prova con Diablo in privato, non vergognandosi di usare il suo corpo per convincerlo a rimanere a Zircon Tower. Non crede che gli esseri divini esistano, e infatti arriva persino a minacciare Lumachina perché, secondo la sua mentalità, se "Dio" esistesse, si manifesterebbe immediatamente per proteggere Lumachina da un attacco con armi da fuoco. Nonostante ciò, non è così cattiva come vuole far credere. Difatti ha mostrato preoccupazione per il benessere degli uomini sotto il suo comando e ha persino implorato che qualcuno venisse ad aiutare i suoi soldati durante l'attacco di Varakness e del suo esercito.
Gewalt (ゲイバルト?, Geibaruto)
Doppiato da: Kazuyuki Okitsu
Un "paladino" solo di nome, in realtà è uno sciocco blasfemo che serve Dio solo perché viene pagato profumatamente. È anche un depravato effeminato, che odia il fatto di essere nato maschio ed è geloso delle belle donne.
Tria (トリア?, Toria)
Doppiata da: Maki Kawase
È una paladina nonché la prima santa cavaliere ad essere apparsa nella serie. Inizialmente ha il compito di scortare Lumachina presso la città di Faltra quando viene attaccata da Gewalt, che la sconfigge tendendole un'imboscata. Successivamente Tria viene rinchiusa in una cella dalla Chiesa ma verrà in seguito salvata grazie anche all'aiuto di Gewalt, che nel frattempo si è redento.
Batutta (バドゥタ?, Badouta)
Doppiato da: Kazuhiro Yamaji
Il capo della Brigata Paladina. All'apparenza si dimostra una persona fine e gentile ma in realtà è spietato e crudele, che non si fa scrupoli nel lanciare una maledizione su una popolazione indifesa pur di ottenere potere e ricchezza. È anche molto cauto e prudente, cosa che dimostra in quanto raccoglie molte informazioni sui suoi nemici e li affronta portandoli in un luogo in cui la sua vittoria è garantita.
Varakness (バナクネス?, Varakunesu)
Doppiato da: Shinnosuke Tachibana
È un Decaduto che si definisce il generale dell'esercito del Re dei Demoni. Essendo fiducioso della propria abilità e del potere ricevuto da Modinalam, è molto arrogante e disprezza le persone più deboli di lui. È un pervertito depravato a cui piace abusare delle donne. Ad un certo punto inizia a nutrire intenzioni perverse anche per Fanis Laminitus che vorrebbe abusare a proprio piacimento. Ha un senso di misericordia distorta poiché crede che far divorare le persone da potenti mostri sia una dimostrazione di gentilezza nei confronti del prossimo.
Vishos (ビジョス?, Bijosu)
Doppiato da: Kohsuke Toriumi
Il capo cardinale della Chiesa. Sfrutta la propria autorità assieme ai suoi seguaci per sottrarre denaro ai fedeli per arricchirsi. Quando la somma sacerdotessa Lumachina Weselia scopre i suoi loschi traffici, Vishos invia il paladino Gewalt ad ucciderla mentre questa si dirige verso la città di Faltra. Successivamente rivelerà di aver creato un potentissimo mostro di nome Europa con il quale intende diventare più potente di Dio.
Sanro (サンロ?, Sanro)
Doppiato da: Ayumu Murase
Un devoto credente della Chiesa. Vive nel distretto della Chiesa della capitale reale, Sevenwall.
Grun (グリューン?, Guryūn)
Doppiato da: Kazutomi Yamamoto
Un Grasswalker, ha l'aspetto di un bambino che indossa degli occhiali e ha orecchie e coda di coniglio. Sembra essere un intellettuale e dimostra di essere uno dei paladini più stoici e dal carattere tranquillo, ma la sua vera personalità è in realtà selvaggia e animalesca, come si vede quando sfida Diablo in una battaglia, dove mostra il suo sorriso maniacale e tutta la sua ferocia.
Babylon (ババロン?, Babaron)
Doppiata da: Akane Fujita
È la dea che risiede nel Santo Graal che si trovava nel dungeon di Diablo. Ha le sembianze di una studentessa delle scuole medie che indossa la sua uniforme. È molto piccola tanto che può stare nel palmo della mano di Horn, che ha le dimensioni di una bambina. Babylon ha una personalità giocosa, molto solare e talvolta frizzante. Le piace provocare Horn, ha uno spirito avventuroso e spesso nasconde informazioni preziose per quest'ultima, il che le causa problemi. Si comporta come una spettatrice, ma Horn si avvale del fatto che è l'unica che può vederla e ascoltarla, per costringerla a lavorare a suo favore minacciando di danneggiare il Santo Graal.

## Media

### Light novel
La serie di light novel è stata scritta da Yukiya Murasaki con le illustrazioni di Takahiro Tsurusaki. Il primo volume è stato pubblicato da Kōdansha, sotto l'etichetta Kōdansha Ranobe Bunko, il 2 dicembre 2014 e al 2 giugno 2021 ne sono stati messi in vendita in tutto quattordici. I diritti di distribuzione in lingua inglese sono stati acquistati da J-Novel Club.
| 1  | 2 dicembre 2014 | ISBN 978-4-06-381433-0 |
| 1  | Capitoli (traduzioni letterali dei titoli) - Prologo (プロローグ?, Purorōgu) - 1. Essere evocato (召喚されてみれば?, Shōkan sa rete mireba) - 2. Cercando di essere un avventuriero (冒険者をやってみる?, Bōken-sha o yatte miru) - 3. Cercando di salvare il mondo (世界を救ってみる?, Sekai o sukutte miru) - Epilogo (エピローグ?, Epirōgu) |                        |
| 2  | 1º maggio 2015 | ISBN 978-4-06-381461-3 |
| 2  | Capitoli (traduzioni letterali dei titoli) - Prologo (プロローグ?, Purorōgu) - 1. Incontro con il governatore (領主と会ってみる?, Ryōshu to atte miru) - Interludio (幕間?, Makuai) - 2. Cercando di evitare una guerra (戦争を回避してみる?, Sensō o kaihi shite miru) - Interludio (幕間?, Makuai) - 3. Andare in guerra (戦争してみる?, Sensō shite miru) - Epilogo (エピローグ?, Epirōgu) |                        |
| 3  | 2 settembre 2015 | ISBN 978-4-06-381487-3 |
| 3  | Capitoli (traduzioni letterali dei titoli) - Prologo (プロローグ?, Purorōgu) - Interludio (幕間?, Makuai) - 1. Parlando con i caduti (魔族と話してみる?, Mazoku to hanashite miru) - 2. Rilasciare il sigillo (封印を解いてみる?, Fūin o hodoite miru) - 3. Andare in un bar (珈琲店に行ってみる?, Kōhii-ten ni itte miru) - 4. La storia di Rem (レムの話?, Remu no hanashi) - Interludio (幕間?, Makuai) - 5. I due signori dei demoni (魔王と魔王?, Maō to maō) - Epilogo (エピローグ?, Epirōgu) |                        |
| 4  | 2 febbraio 2016 | ISBN 978-4-06-381513-9 |
| 4  | Capitoli (traduzioni letterali dei titoli) - Prologo (プロローグ?, Purorōgu) - 1. Prova a sbarazzarti del topo (鼠を退治してみる?, Nezumi o taiji shite miru) - Interludio (幕間?, Makuai) - 2. Cercando di volare (空を飛んで見る?, Sora o tonde miru) - 3. Andare in una nuova città (新しい街へ行ってみる?, Atarashii machi e itte miru) - Interludio (幕間?, Makuai) - 4. Provo a inseguirlo (追いかけてみる?, Oikakete miru) - Epilogo (エピローグ?, Epirōgu) |                        |
| 5  | 2 giugno 2016 | ISBN 978-4-06-381541-2 |
| 5  | Capitoli (traduzioni letterali dei titoli) - Prologo (プロローグ?, Purorōgu) - 1. Vai nel sotterraneo (ダンジョンに行ぢでみる?, Danjon ni gyō dji de miru) - 2. Prova a catturare il dungeon (ダンジョンを攻略してみる?, Danjon o kōryaku shite miru) - Prologo (幕間?, Makuai) - 3. Continua a catturare il dungeon (続・ダンジョンを攻略してみる?, Zoku・Danjon o kōryaku shite miru) - 4. Cerca di aiutare i tuoi amici (仲間を助けてみる?, Nakama o tasukete miru) - 5. Prova nuove attrezzature (装備を新しくしてみる?, Sōbi o atarashiku shite miru) - Interludio (幕間?, Makuai) - 6. Prova a usare un'arma (武器を使ふでみる?, Buki o-shi fu de miru) - Epilogo (エピローグ?, Epirōgu) |                        |
| 6  | 30 settembre 2016 | ISBN 978-4-06-381557-3 |
| 6  | Capitoli (traduzioni letterali dei titoli) - Prologo (プロローグ?, Purorōgu) - 1. La Capitale Reale - 2. La grande cappella - 3. La lotta di Horun - 4. Il risveglio del re demone - Interludio (幕間?, Makuai) - Epilogo (エピローグ?, Epirōgu) |                        |
| 7  | 2 marzo 2017 | ISBN 978-4-06-381589-4 |
| 7  | Capitoli (traduzioni letterali dei titoli) - Prologo (プロローグ?, Purorōgu) - 1. Sylvie, ancora una volta - Interludio (幕間?, Makuai) - 2. Andando nella foresta degli elfi oscuri - 3. Incontro con il capo - 4. Visitare la propria patria - 5. Il tesoro sacro degli elfi - Interludio (幕間?, Makuai) - 6. Tenere un matrimonio - Epilogo (エピローグ?, Epirōgu) |                        |
| 8  | 2 agosto 2017 | ISBN 978-4-06-381619-8 |
| 8  | Capitoli (traduzioni letterali dei titoli) - Prologo (プロローグ?, Purorōgu) - 1. Provando ad avere la notte nuziale - 2. Provare a entrare nella proprietà di una famiglia - Interludio (幕間?, Makuai) - 3. Cercando di incontrare il maestro spadaccino - 4. Salire di livello - 5. Provando a sfidare la prova - Interludio (幕間?, Makuai) - Epilogo (エピローグ?, Epirōgu) |                        |
| 9  | 2 febbraio 2018 | ISBN 978-4-06-381643-3 |
| 9  | Capitoli (traduzioni letterali dei titoli) - Prologo (プロローグ?, Purorōgu) - 1. L'invasione dell'esercito del signore dei demoni - 2. Provando a combattere contro il grande signore dei demoni - 3. Non andare al banchetto celebrativo - 4. Il solitario - 5. Provare a fare di tutto - Epilogo (エピローグ?, Epirōgu) |                        |
| 10 | 29 giugno 2018 | ISBN 978-4-06-512645-5 |
| 10 | Capitoli (traduzioni letterali dei titoli) - Prologo (プロローグ?, Purorōgu) - 1. Essere convocato nella Capitale - 2. Alla conquista della cattedrale di Viridian - 3. Andando nella Capitale (di nuovo) - Interludio (幕間?, Makuai) - 4. Detective Horn? - Interludio (幕間?, Makuai) - 5. Fermare un rituale - Epilogo (エピローグ?, Epirōgu) |                        |
| 11 | 2 ottobre 2018 | ISBN 978-4-06-513796-3 |
| 11 | Capitoli (traduzioni letterali dei titoli) - Prologo (プロローグ?, Purorōgu) - 1. Visita al castello reale - 2. Dirigendosi verso la frontiera meridionale - 3. Andando a Caliture - 4. Fine di una guerra - Finale. Parlando con Rem |                        |
| 12 | 2 maggio 2019 | ISBN 978-4-06-515618-6 |
| 12 | Capitoli (traduzioni letterali dei titoli) - Prologo (プロローグ?, Purorōgu) - 1. Cercando di esercitarsi - Interludio 1 (幕間1?, Makuai 1) - 2. Cercando di essere un capitano paladino - 3. Ritorno nella Capitale - Interludio 2 (幕間2?, Makuai 2) - 4. La Capitale in fiamme - 5. Combattere seriamente per una volta - Epilogo (エピローグ?, Epirōgu) |                        |
| 13 | 2 giugno 2020 | ISBN 978-4-06-519445-4 |
| 13 | Capitoli (traduzioni letterali dei titoli) - 1. Erina Reufelia - Interludio (幕間?, Makuai) - 2. Diventare determinati - 3. Invadere il castello - 4. Castello magimatico Viovix - 5. Cercando di convincere le persone - 6. Farsi leccare dappertutto |                        |
| 14 | 2 giugno 2021 | ISBN 978-4-06-523735-9 |

### Manga
Un adattamento manga di Naoto Fukuda ha iniziato la pubblicazione su Niconico nella sezione Suiyōbi no Sirius il 24 giugno 2015. Ventisette volumi tankōbon sono stati pubblicati da Kōdansha tra il 2 febbraio 2016 e il 7 agosto 2025. Negli Stati Uniti i diritti sono stati acquistati da Seven Seas Entertainment.

#### Volumi
| 1  | 2 febbraio 2016 | ISBN 978-4-06-376596-0                                                      |
| 1  | Capitoli (traduzioni letterali dei titoli) - 1. Essere evocato 1 (召喚されてみれば １?, Shōkan sa rete mireba 1) - 2. Essere evocato 2 (召喚されてみれば 2?, Shōkan sa rete mireba 2) - 3. Essere evocato 3 (召喚されてみれば ３?, Shōkan sa rete mireba 3) - 4. Essere evocato 4 (召喚されてみれば ４?, Shōkan sa rete mireba 4) |                                                                             |
| 2  | 2 giugno 2016 | ISBN 978-4-06-390637-0                                                      |
| 2  | Capitoli (traduzioni letterali dei titoli) - 5. Cercando di essere un avventuriero 1 (冒険者をやってみる １?, Bōken-sha o yatte miru 1) - 6. Cercando di essere un avventuriero 2 (冒険者をやってみる 2?, Bōken-sha o yatte miru 2) - 7. Cercando di essere un avventuriero 3 (冒険者をやってみる ３?, Bōken-sha o yatte miru 3) - 8. Cercando di essere un avventuriero 4 (冒険者をやってみる ４?, Bōken-sha o yatte miru 4) - 9. Cercando di salvare il mondo 1 (世界を救ってみる １?, Sekai o sukutte miru 1)                                 |                                                                             |
| 3  | 30 settembre 2016 | ISBN 978-4-06-390657-8                                                      |
| 3  | Capitoli (traduzioni letterali dei titoli) - 10. Cercando di salvare il mondo 2 (世界を救ってみる 2?, Sekai o sukutte miru 2) - 11. Cercando di salvare il mondo 3 (世界を救ってみる ３?, Sekai o sukutte miru 3) - 12. Cercando di salvare il mondo 4 (世界を救ってみる ４?, Sekai o sukutte miru 4) - 13. Incontro con il governatore 1 (領主と会ってみる １?, Ryōshu to atte miru 1) - 14. Incontro con il governatore 2 (領主と会ってみる 2?, Ryōshu to atte miru 2)                                                                         |                                                                             |
| 4  | 9 marzo 2017 | ISBN 978-4-06-390687-5                                                      |
| 4  | Capitoli (traduzioni letterali dei titoli) - 15. Interludio (幕間?, Makuai) - 16. Cercando di evitare una guerra 1 (戦争を回避してみる １?, Sensō o kaihi shite miru 1) - 17. Cercando di evitare una guerra 2 (戦争を回避してみる 2?, Sensō o kaihi shite miru 2) - 18. Andare in guerra 1 (戦争をしてみる １?, Sensō o shite miru 1) - 19. Andare in guerra 2 (戦争をしてみる 2?, Sensō o shite miru 2) |                                                                             |
| 5  | 9 agosto 2017 | ISBN 978-4-06-390723-0                                                      |
| 5  | Capitoli (traduzioni letterali dei titoli) - 20. Andare in guerra 3 (戦争してみる ３?, Sensō shite miru 3) - 21. Interludio 1 (幕間 １?, Makuai 1) - 22. Interludio 2 (幕間 2?, Makuai 2) - 23. Parlando con i caduti 1 (魔族と話してみる １?, Mazoku to hanashite miru 1) - 24. Parlando con i caduti 2 (魔族と話してみる 2?, Mazoku to hanashite miru 2) |                                                                             |
| 6  | 2 febbraio 2018 (ed. regolare & speciale) | ISBN 978-4-06-510795-9 (ed. regolare) ISBN 978-4-06-510419-4 (ed. speciale) |
| 6  | Capitoli (traduzioni letterali dei titoli) - 25. Parlando con i caduti 3 (魔族と話してみる ３?, Mazoku to hanashite miru 3) - 26. Rilasciare il sigillo 1 (封印を解いてみる １?, Fūin o hodoite miru 1) - 27. Rilasciare il sigillo 2 (封印を解いてみる 2?, Fūin o hodoite miru 2) - 28. Rilasciare il sigillo 3 (封印を解いてみる ３?, Fūin o hodoite miru 3) - 29. Rilasciare il sigillo 4 (封印を解いてみる ４?, Fūin o hodoite miru 4) |                                                                             |
| 7  | 9 luglio 2018 (ed. regolare & speciale) | ISBN 978-4-06-511981-5 (ed. regolare) ISBN 978-4-06-512845-9 (ed. speciale) |
| 7  | Capitoli (traduzioni letterali dei titoli) - 30. Andare in un bar 1 (珈琲店に行ってみる １?, Kōhī-ten ni itte miru 1) - 31. Andare in un bar 2 (珈琲店に行ってみる 2?, Kōhī-ten ni itte miru 2) - 32. La storia di Rem 1 (レムの話 １?, Remu no hanashi 1) - 33. La storia di Rem 2 (レムの話 2?, Remu no hanashi 2) - 34. La storia di Rem 3 (レムの話 ３?, Remu no hanashi 3) |                                                                             |
| 8  | 6 dicembre 2018 | ISBN 978-4-06-514075-8                                                      |
| 8  | Capitoli (traduzioni letterali dei titoli) - 35. I due signori dei demoni 1 (魔王と魔王 １?, Maō to maō 1) - 36. I due signori dei demoni 2 (魔王と魔王 2?, Maō to maō 2) - 37. I due signori dei demoni 3 (魔王と魔王 ３?, Maō to maō 3) - 38. I due signori dei demoni 4 (魔王と魔王 ４?, Maō to maō 4) - 39. Interludio 1 (幕間 １?, Makuai 1) |                                                                             |
| 9  | 9 maggio 2019 | ISBN 978-4-06-515400-7                                                      |
| 9  | Capitoli (traduzioni letterali dei titoli) - 40. Interludio 2 (幕間 2?, Makuai 2) - 41. Cercando di volare 1 (空を飛んでみる １?, Sora o tonde miru 1) - 42. Cercando di volare 2 (空を飛んでみる 2?, Sora o tonde miru 2) - 43. Cercando di volare 3 (空を飛んでみる ３?, Sora o tonde miru 3) - 44. Andare in una nuova città 1 (新しい街へ行ってみる １?, Atarashii machi e itte miru 1) |                                                                             |
| 10 | 9 ottobre 2019 | ISBN 978-4-06-517217-9                                                      |
| 10 | Capitoli (traduzioni letterali dei titoli) - 45. Andare in una nuova città 2 (新しい街へ行ってみる 2?, Atarashii machi e itte miru 2) - 46. Andare in una nuova città 3 (新しい街へ行ってみる ３?, Atarashii machi e itte miru 3) - 47. Andare in una nuova città 4 (新しい街へ行ってみる ４?, Atarashii machi e itte miru 4) - 48. Provo a inseguirlo 1 (追いかけてみる １?, Oikakete miru 1) - 49. Provo a inseguirlo 2 (追いかけてみる 2?, Oikakete miru 2)                                                                                   |                                                                             |
| 11 | 9 aprile 2020 | ISBN 978-4-06-519084-5                                                      |
| 11 | Capitoli (traduzioni letterali dei titoli) - 50. Provo a inseguirlo 3 (追いかけてみる ３?, Oikakete miru 3) - 51. Provo a inseguirlo 4 (追いかけてみる ４?, Oikakete miru 4) - 52. Andiamo al dungeon 1 (ダンジョンに行ってみる １?, Danjon ni itte miru 1) - 53. Prova a catturare il dungeon 1 (ダンジョンを攻略してみる １?, Danjon o kōryaku shite miru 1) - 54. Prova a catturare il dungeon 2 (ダンジョンを攻略してみる ２?, Danjon o kōryaku shite miru 2)                                                                                |                                                                             |
| 12 | 9 ottobre 2020 | ISBN 978-4-06-520904-2                                                      |
| 12 | Capitoli (traduzioni letterali dei titoli) - 55. Cerca di aiutare i tuoi amici 1 (仲間を助けてみる １?, Nakama o tasukete miru 1) - 56. Cerca di aiutare i tuoi amici 2 (仲間を助けてみる ２?, Nakama o tasukete miru 2) - 57. Cerca di aiutare i tuoi amici 3 (仲間を助けてみる ３?, Nakama o tasukete miru 3) - 58. Prova nuove attrezzature 1 (装備を新しくしてみる １?, Sōbi o atarashiku shite miru 1) - 59. Prova nuove attrezzature 2 (装備を新しくしてみる ２?, Sōbi o atarashiku shite miru 2)                                          |                                                                             |
| 13 | 9 marzo 2021 | ISBN 978-4-06-522506-6                                                      |
| 13 | Capitoli (traduzioni letterali dei titoli) - 60. Prova a usare un'arma 1 (武器を使ってみる １?, Buki o tsukatte miru 1) - 61. Prova a usare un'arma 2 (武器を使ってみる ２?, Buki o tsukatte miru 2) - 62. Interludio (幕間?, Makuai) - 63. Capitale Reale 1 (王都 １?, Ōto 1) - 64. Capitale Reale 2 (王都 ２?, Ōto 2) |                                                                             |
| 14 | 9 giugno 2021 | ISBN 978-4-06-523593-5                                                      |
| 14 | Capitoli (traduzioni letterali dei titoli) - 65. Capitale Reale 3 (王都 ３?, Ōto 3) - 66. Grande Chiesa 1 (大教会堂 １?, Dai kyōkaidō 1) - 67. Grande Chiesa 2 (大教会堂 ２?, Dai kyōkaidō 2) - 68. Battaglia del corno (ホルンの戦い?, Horun no tatakai) - 69. La rinascita del Re dei Demoni 1 (魔王復活 １?, Maō fukkatsu 1) |                                                                             |
| 15 | 9 settembre 2021 | ISBN 978-4-06-524775-4                                                      |
| 15 | Capitoli (traduzioni letterali dei titoli) - 70. La rinascita del Re dei Demoni 2 (魔王復活 ２?, Maō fukkatsu 2) - 71. Interludio 1 (幕間 １?, Makuai 1) - 72. Interludio 2 (幕間 ２?, Makuai 2) - 73. Il ritorno di Sylvie (シルヴィ再び?, Shiruvi futatabi) - 74. Andiamo nella foresta degli elfi oscuri 1 (ダークエルフの森へ行ってみる １?, Dāku Erufu no mori e itte miru 1) |                                                                             |
| 16 | 7 gennaio 2022 | ISBN 978-4-06-526564-2                                                      |
| 16 | Capitoli (traduzioni letterali dei titoli) - 75. Andiamo nella foresta degli elfi oscuri 2 (ダークエルフの森へ行ってみる ２?, Dāku Erufu no mori e itte miru 2) - 76. Andiamo nella foresta degli elfi oscuri 3 (ダークエルフの森へ行ってみる ３?, Dāku Erufu no mori e itte miru 3) - 77. Andiamo nella foresta degli elfi oscuri 4 (ダークエルフの森へ行ってみる ４?, Dāku Erufu no mori e itte miru 4) - 78. Andrò a casa 1 (里帰りしてみる １?, Satogaeri shite miru 1) - 79. Andrò a casa 2 (里帰りしてみる ２?, Satogaeri shite miru 2)    |                                                                             |
| 17 | 7 aprile 2022 | ISBN 978-4-06-527390-6                                                      |
| 17 | Capitoli (traduzioni letterali dei titoli) - 80. Il dono degli elfi (エルフの秘宝?, Erufu no hihō) - 81. Il dono degli elfi 2 (エルフの秘宝 2?, Erufu no hihō 2) - 82. Sposiamoci 1 (結婚式を挙げてみる 1?, Kekkonshiki o agete miru 1) - 83. Sposiamoci 2 (結婚式を挙げてみる 2?, Kekkonshiki o agete miru 2) - 84. Sposiamoci 3 (結婚式を挙げてみる 3?, Kekkonshiki o agete miru 3) |                                                                             |
| 18 | 7 luglio 2022 | ISBN 978-4-06-528254-0                                                      |
| 18 | Capitoli (traduzioni letterali dei titoli) - 85. Sposiamoci 4 (結婚式を挙げてみる 4?, Kekkonshiki o agete miru 4) - 86. Prova la prima notte (初夜をヤってみる?, Shoya o yatte miru) - 87. Cerca di entrare nella villa di famiglia 1 (一家の屋敷に乗りこんでみる 1?, Ikka no yashiki ni norikonde miru 1) - 88. Cerca di entrare nella villa di famiglia 2 (一家の屋敷に乗りこんでみる 2?, Ikka no yashiki ni norikonde miru 2) - 89. L'incontro con il santo della spada 1 (剣聖に会ってみる 1?, Kensei ni atte miru 1)                        |                                                                             |
| 19 | 9 novembre 2022 | ISBN 978-4-06-529673-8                                                      |
| 19 | Capitoli (traduzioni letterali dei titoli) - 90. L'incontro con il santo della spada 2 (剣聖に会ってみる 2?, Kensei ni atte miru 2) - 91. L'incontro con il santo della spada 3 (剣聖に会ってみる 3?, Kensei ni atte miru 3) - 92. Prova a sfidarmi 1 (試練に挑んでみる 1?, Shiren ni idonde miru 1) - 93. Prova a sfidarmi 2 (試練に挑んでみる 2?, Shiren ni idonde miru 2) |                                                                             |
| 20 | 9 marzo 2023 | ISBN 978-4-06-531500-2                                                      |
| 20 | Capitoli (traduzioni letterali dei titoli) - 94. Prova a sfidarmi 3 (試練に挑んでみる 3?, Shiren ni idonde miru 3) - 95. Intermezzo (幕間?, Makuai) - 96. L'invasione dell'esercito del Re Demone 1 (魔王軍、襲来 1?, Maō-gun, shūrai 1) - 97. L'invasione dell'esercito del Re Demone 2 (魔王軍、襲来 2?, Maō-gun, shūrai 2) |                                                                             |
| 21 | 8 agosto 2023 | ISBN 978-4-06-532717-3                                                      |
| 21 | Capitoli (traduzioni letterali dei titoli) - 98. L'invasione dell'esercito del Re Demone 3 (魔王軍、襲来 3?, Maō-gun, shūrai 3) - 99. Combatti con il grande Re Demone 1 (大魔王と戦ってみる 1?, Dai maō to tatakatte miru 1) - 100. Combatti con il grande Re Demone 2 (大魔王と戦ってみる 2?, Dai maō to tatakatte miru 2) - 101. Combatti con il grande Re Demone 3 (大魔王と戦ってみる 3?, Dai maō to tatakatte miru 3) |                                                                             |
| 22 | 7 dicembre 2023 | ISBN 978-4-06-533824-7                                                      |
| 22 | Capitoli (traduzioni letterali dei titoli) - 102. Interludio 1 (幕間 １?, Makuai 1) - 103. Interludio 2 (幕間 ２?, Makuai 2) - 104. Il solitario 1 (孤独なる者 1?, Kodokunaru mono 1) - 105. Il solitario 2 (孤独なる者 2?, Kodokunaru mono 2) |                                                                             |
| 23 | 9 aprile 2024 | ISBN 978-4-06-535211-3                                                      |
| 23 | Capitoli (traduzioni letterali dei titoli) - 106. Farò del mio meglio 1 (全力を出してみる 1?, Zenryoku o dashite miru 1) - 107. Farò del mio meglio 2 (全力を出してみる 2?, Zenryoku o dashite miru 2) - 108. Prova a farti chiamare nella capitale reale 1 (王都に呼ばれてみる 1?, Ōto ni yoba rete miru 1) - 109. Prova a farti chiamare nella capitale reale 2 (王都に呼ばれてみる 2?, Ōto ni yoba rete miru 2) |                                                                             |
| 24 | 7 agosto 2024 | ISBN 978-4-06-536442-0                                                      |
| 24 | Capitoli (traduzioni letterali dei titoli) - 110. Cercando di conquistare la cattedrale verde intenso 1 (深緑の大聖堂を攻略してみる 1?, Fukamidori no taiseidō o kōryaku shite miru 1) - 111. Cercando di conquistare la cattedrale verde intenso 2 (深緑の大聖堂を攻略してみる 2?, Fukamidori no taiseidō o kōryaku shite miru 2) - 112. Andiamo nella capitale reale (di nuovo) 1 (王都に行ってみる（再） 1?, Ōto ni itte miru (sai) 1) - 113. Andiamo nella capitale reale (di nuovo) 2 (王都に行ってみる（再） 2?, Ōto ni itte miru (sai) 2) |                                                                             |
| 25 | 9 dicembre 2024 | ISBN 978-4-06-537710-9                                                      |
| 25 | Capitoli (traduzioni letterali dei titoli) - 114. Corno da detective 1 (名探偵ホルン？ 1?, Mei tantei horun? 1) - 115. Corno da detective 2 (名探偵ホルン？ 2?, Mei tantei horun? 2) - 116. Proviamo a fermare il rituale 1 (儀式を阻止してみる 1?, Gishiki o soshi shite miru 1) - 117. Proviamo a fermare il rituale 2 (儀式を阻止してみる 2?, Gishiki o soshi shite miru 2) |                                                                             |
| 26 | 9 aprile 2025 | ISBN 978-4-06-539074-0                                                      |
| 26 | Capitoli (traduzioni letterali dei titoli) - 118. Proviamo a fermare il rituale 3 (儀式を阻止してみる 3?, Gishiki o soshi shite miru 3) - 118.5. Angelen e Horn (アンジュレンとホルン?, Anjuren to Horun) - 119. Andiamo al castello reale 1 (王城に行ってみる 1?, Ōjō ni itte miru 1) - 120. Andiamo a vedere il nuovo territorio meridionale 1 (南方新地へ行ってみる 1?, Nanpō shinchi e itte miru 1) - 121. Andiamo a vedere il nuovo territorio meridionale 2 (南方新地へ行ってみる 2?, Nanpō shinchi e itte miru 2)                         |                                                                             |
| 27 | 7 agosto 2025 | ISBN 978-4-06-540291-7                                                      |
| 27 | Capitoli (traduzioni letterali dei titoli) - 122. Visita alla città di Carythia 1 (カリュティア市へ行ってみる 1?, Karyutia ichi e itte miru 1) - 123. Visita alla città di Carythia 2 (カリュティア市へ行ってみる 2?, Karyutia ichi e itte miru 2) - 124. Visita alla città di Carythia 3 (カリュティア市へ行ってみる 3?, Karyutia ichi e itte miru 3) - 125. Fine della prima guerra mondiale 1 (戦争を終わらせてみる 1?, Sensō o owara sete miru 1)                                                                                            |                                                                             |

#### Capitoli non ancora in formato tankōbon
Questa lista è suscettibile di variazioni e potrebbe essere incompleta o non aggiornata.

- 126. Fine della prima guerra mondiale 2 (戦争を終わらせてみる 2?, Sensō o owara sete miru 2)
- 127. Fine della prima guerra mondiale 3 (戦争を終わらせてみる 3?, Sensō o owara sete miru 3)

### Anime
Un adattamento anime è stato annunciato nel gennaio 2018. La serie, composta da 12 episodi e prodotta da Ajia-do Animation Works, è stata diretta da Yūta Murano e presenta la sceneggiatura scritta da Kazuyuki Fudeyasu. Il character design è stato curato da Shizue Kaneko. Yuki Nishioka ha ricoperto il ruolo di direttore capo dell'animazione. Yuki Miyamoto ha curato il monster design ed è stato anche direttore dell'animazione nelle scene d'azione. Gli sfondi sono stati realizzati da Kusanagi, mentre Natsuko Otsuka è stato l'artista della chiave del colore. La fotografie della serie è stata diretta da Teppei Satō presso l'Asahi Production Shiraishi Studio e Satoshi Motoyama ha diretto il suono presso Half HP Studio. La serie è andata in onda dal 5 luglio al 20 settembre 2018 su AT-X, BS Juji, Tokyo MX e Sun TV. Le sigle di apertura e chiusura sono rispettivamente DeCIDE delle Summoners 2+ (gruppo formato dalle doppiatrici Azumi Waki, Yū Serizawa, Yumi Hara, Rumi Ōkubo ed Emiri Katō) e Saiaku na hi demo anata ga suki. (最悪な日でもあなたが好き。? lett. "Mi piaci anche nel giorno peggiore.") di Serizawa. In tutto il mondo, ad eccezione dell'Asia, gli episodi sono stati trasmessi in streaming in simulcast, anche coi sottotitoli in lingua italiana, da Crunchyroll.
Una seconda stagione, intitolata How Not to Summon a Demon Lord Ω, è stata annunciata l'8 aprile 2020 sul sito web ufficiale ed è stata trasmessa dal 9 aprile all'11 giugno 2021 su TBS e BS-TBS. Quest'ultima, composta da 10 episodi, è stata prodotta da Tezuka Productions e Okuru to Noboru, mentre la direzione è stata affidata a Satoshi Kuwabara; il resto dello staff e i membri del cast sono tornati a ricoprire i rispettivi ruoli. La sigla d'apertura è EVERYBODY! EVERYBODY! mentre quella di chiusura è YOU YOU YOU, entrambe cantate da Serizawa in collaborazione con DJ KOO & MOTSU. I diritti internazionali al di fuori dell'Asia sono stati riconfermati da Crunchyroll.

## Accoglienza
Nel 2018, la light novel e il manga hanno raggiunto i 2 milioni di copie vendute. L'anime è stato classificato come il settimo più visto del 2019 da Crunchyroll.